# Polychronia

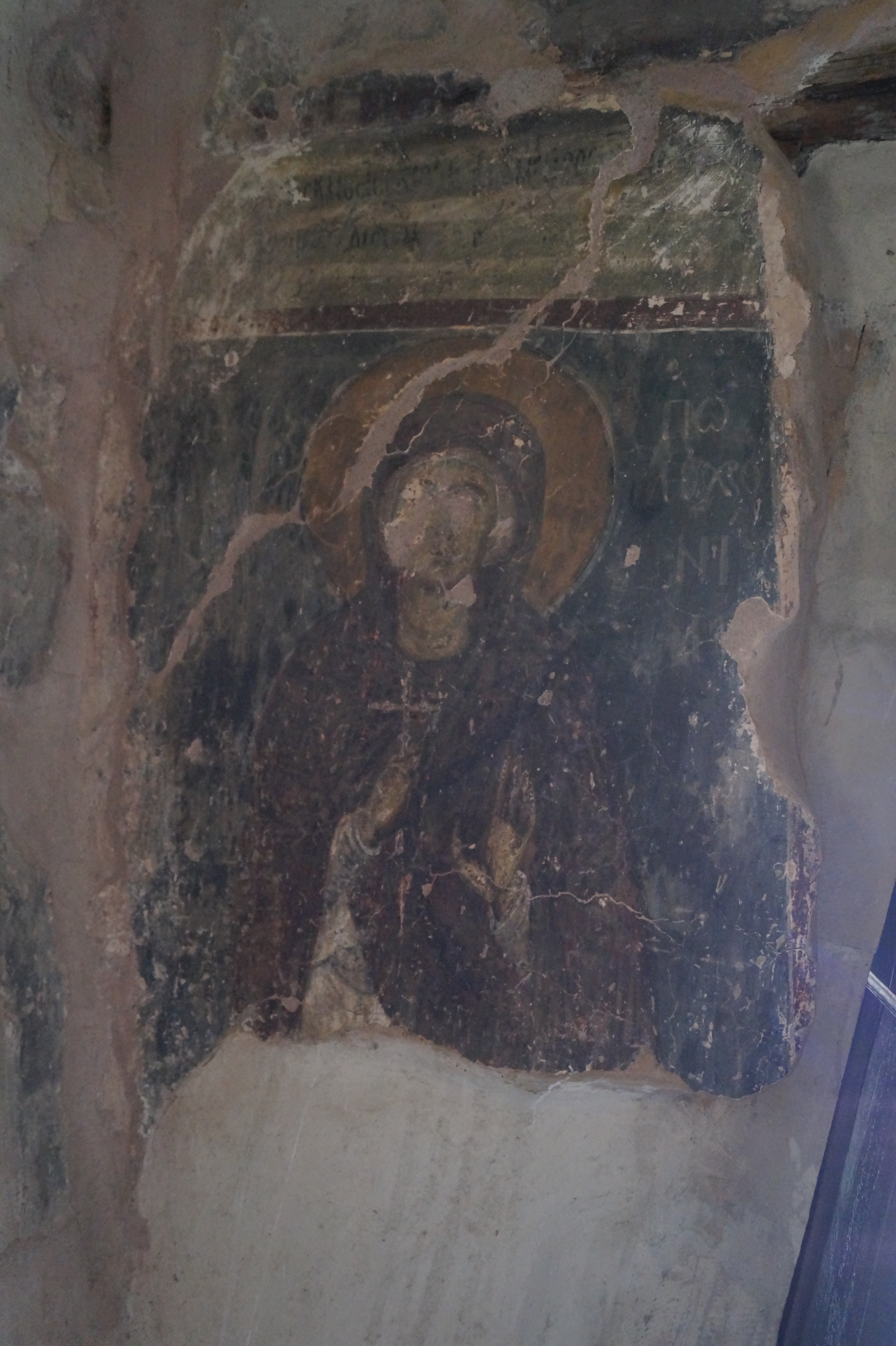
Fresko der Agia Polychronia in der Kirche Agios Georgios Finokalis in Agios Georgios auf Kreta

Polychronia (griechisch Πολυχρονία) ist eine griechisch-orthodoxe Heilige und Märtyrerin. Sie gilt als Mutter des heiligen Georg.

## Überlieferung
Vor der Flutung des Assuan-Staudamm führte man in Qasr Ibrim in Nubien Ausgrabungen durch. 1964 entdeckte man in der Ruine der Kathedrale von Qasr Ibrim unter einer Säule ein koptisches Manuskript. Dieses Manuskript wird zwischen 350 und 500 datiert und stellt die älteste Überlieferung zur Legende des heiligen Georgs dar. Nach diesem Text war Georgs Vater Gerontius aus Kappadokien und stand in Nobatia im Dienste des römischen Reichs. Seine Frau Polychronia war Christin. Während der Regierung von Aurelian, also zwischen 270 und 275, soll Georg geboren worden sein. Polychronia erzog Georg christlich und ließ ihn heimlich taufen, da Gerontius dies als Heide missbilligte.
Nach einer anderen Tradition war der Kappadokier Gerontius ein römischer Soldat in Sebastopolis in Armenien. Dieser opferte den römischen Göttern, während seine Frau Polychronia von ihren Eltern christlich erzogen worden war, und so lehrte sie Georg heimlich den christlichen Glaube und ließ ihn auch ohne Wissen des Vaters taufen. Als Gerontius Georg eines Tages zum Opfer in den Tempel mitnehmen wollte, weigerte sich dieser. Hierüber war Gerontius sehr betrübt. In der folgenden Nacht befiel Gerontius ein starkes Fieber. Er führte dies auf die Macht des christlichen Gott zurück und wollte sich gleich am folgenden Tag taufen lassen. Er starb jedoch und die herbeigeeilten Priester konnten nur noch seinen Leichnam salben.
Im Jahre 303 soll Georg mehrere Tempel verwüstet haben und wurde schließlich festgenommen und gefoltert. Einmal, als Polychronia ihren Sohn im Gefängnis besuchte, soll sie dem Herrscher begegnet sein. Dieser fragte sie, warum sie den eingesperrten Soldaten besuche. Sie antwortete, dass sie Georgs Mutter und ebenfalls Christin sei. Man ließ sie ebenfalls in Ketten legen und foltern. Sie wurde an einen Pfahl gebunden und man fügte ihr mit Eisenhaken schwere Wunden zu und ließ die Wunden mit Kerzen verbrennen, um die Qualen zu verstärken. Schließlich zog man ihr glühende Eisenschuhe an. Bevor sie starb, rief sie: „Jesus Christus, empfange meine Seele.“ Ihre sterblichen Überreste soll man zusammen mit dem Leichnam ihres Sohnes in Lydda in Palästina beigesetzt haben. Über dem vermeintlichen Grab wurde später die Sankt Georgs-Kathedrale errichtet.
Es gibt auch eine Überlieferung, nach der Georg ein uneheliches Kind sei. So soll sich Polychronia in Kappadokien während eines Persereinfalls mit dem Perser Gerontius eingelassen haben. Doch schon bald zog Gerontius weiter.
Zum Teil wird Lydda als Heimatstadt der Polychronia angegeben. Hier soll sich auch Georgs und ihr Martyrium ereignet haben. Nach einer anderen Überlieferung erlitten Polychronia und Georg ihr Martyrium in Nikomedia und ihre Leichname wurden nach Lydda überführt und dort begraben.

## Gedenktag
Polychronias Gedenktag wird zusammen mit ihrem Sohn Georg am 23. April gefeiert.